# 列娜·谢尔盖耶芙娜·卡其娜
列娜·謝爾蓋耶芙娜·卡其娜（俄罗斯语：Елена Сергеевна Катина，1984年10月4日—），生于苏联时期莫斯科，童星出身的俄罗斯女歌手，俄羅斯雙人女子組合t.A.T.u.前成員。
列娜8歲時踏入俄羅斯的演藝界，參加了兒童樂團Avenue，後來加入Neposedi。在1999年的時候，列娜因為Ivan Shapovalov的計劃而被選中，日後就成為俄羅斯最有名的音樂團體t.A.T.u.的一員。列娜因All The Things She Said、Not Gonna Get Us和All About Us而逐漸聞名全球。
2009年，宣布將會進行獨唱生涯。

## 早期生活
1984年出生於莫斯科，是家裡3個孩子的老大，也是Inessa Katina和Sergej Katin的孩子中唯一一個突出的俄羅斯流行音樂家。她的妹妹Katya跟她同母異父，而弟弟Ivan跟她同父異母。列娜也是個虔誠的俄羅斯正教會信徒。

## 生涯

### 進入演藝界
1993年，列娜加入俄羅斯有名的兒童樂團Avenue，而且在裡面唱歌唱了3年。在1996年，列娜12歲的時候參加當時最有名的兒童合唱團Neposedi的試鏡，由於她聲音的高水準讓評審留下深刻的印象，所以入選進入了Neposedi。在Neposedi的3年時間裡，列娜認識了尤莉亞。1999年，列娜和尤莉亞又重新認識一次，那時候她們已經是一個雙人組合。

### 進入t.A.T.u.
建立t.A.T.u.和當時擔任經理人的Ivan Shapovalov，指出t.A.T.u.成立的理念為：在異性之中眾所皆知、令人感到興趣，並擁有種種的支持者的女學生同志。

經過400個女孩試鏡之後，Shapovalov選擇當時15歲的列娜進入t.A.T.u.。隨著計劃的發展，列娜得到機會灌錄標名為t.A.T.u.試音帶，像是"Belochka"和"Yugoslaviya"。當時14歲的尤莉亞在稍後的一段時間加入t.A.T.u.。在2001年，這個組合在俄羅斯非常成功，接著在全世界也是如此受歡迎。

### 鞏固的明星地位
t.A.T.u.很快就成為當時俄羅斯最成功的團體，"All The Things She Said"、 "Not Gonna Get Us"和"All About Us"的歌曲使得很多人支持她們。她們參加2003年歐洲歌唱大賽，演唱"Ne Ver', Ne Boysia"並獲得第三名。但在2004年揭露她們的女同志關係只是個形象，並決定離開Ivan Shapovalov。2007年，列娜和尤莉亞和主演者Mischa Barton一起演出電影You and I。這部電影導演是Roland Joffe，並於2008年的坎城電影節發表。

### 個人專輯
在t.A.T.u.的官方網站已經證實列娜在T.A. Music的引領之下開始進行獨唱的生涯。她與負責t.A.T.u.音樂的樂團團員在2009年中開始進行錄音工作，預計在2010年發行專輯。

列娜於5月29號在洛杉磯的The Trail舉辦了粉絲見面會 
，而她首次的公開個人演唱則是在5月30號
；並於6月12號在密爾瓦基的PrideFest擔任開場演出。
在PrideFest表演的那一天，也公佈即將發行的專輯裡有一首歌免費下載，歌名叫"Lost in this Dance"。

最近列娜和加拿大的迷幻/重金團體Abandon All Ships錄製一張單曲"Guardian Angel"，這張單曲會收錄在Abandon All Ships在2010年的專輯"Geeving"裡。

## 合作歌曲
Clark Owen feat. Lena Katina - Melody （页面存档备份，存于）

Belanova Feat. Lena Katina - Tic-Toc （页面存档备份，存于）